# شاه-در-پارلمان

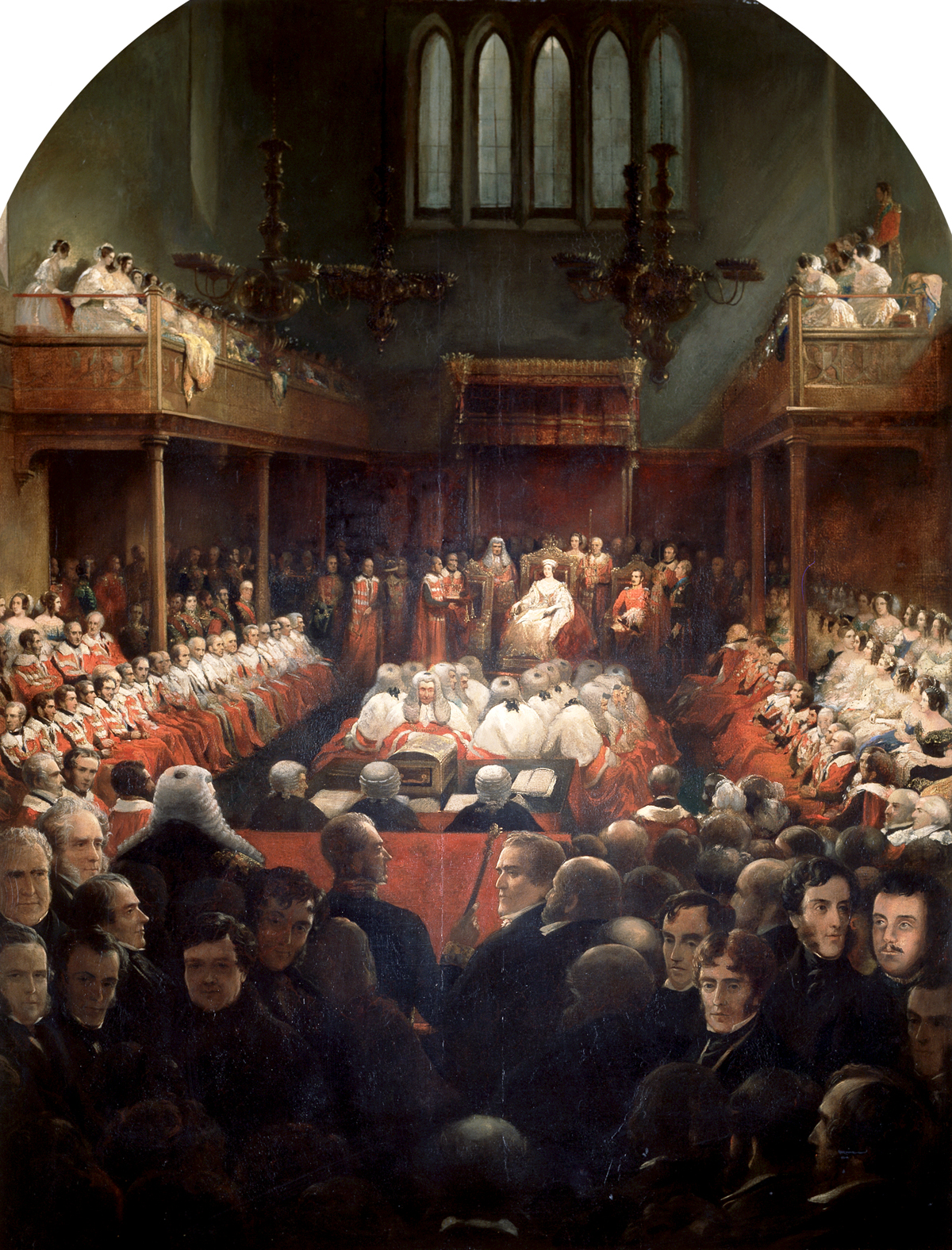
ملکه ویکتوریا در گشایش پارلمان،۴فوریه۱۸۴۵

اصطلاح «شاه در پارلمان» - یا در طول سلطنت یک ملکه، اصطلاح «ملکه در پارلمان» - یک اصطلاح فنی در حقوق قانون اساسی در قلمروهای همسود بریتانیا است. گاهی (بیشتر در بریتانیا) به‌جای این اصطلاح از عنوان پادشاه/ملکه در پارلمان، تحت نظر خداوند استفاده می‌‎شود. این اصطلاح به‌نقش قانونگذاری ملکه یا پادشاه اشاره دارد که با مشاوره و موافقت پارلمان عمل می‌‎کند. اگر پارلمان دو مجلسی باشد، این عملکرد شامل هر دو مجلس سفلی و علیا می‌شود. لایحههای تصویب شده توسط هر دو مجلس، برای موافقت سلطنتی به پادشاه یا نماینده پادشاه یعنی فرماندار کل یا نایب‌الحکومه یا فرماندار ارائه می‌شود. با اعطای موافقت سلطنتی، لایحه به قانون تبدیل می‌شود. به لایحه‌هایی که پارلمان تصویب کرده است، تا قبل از موافقت سلطنتی، مصوبه اولیه قانونگذاری یا مصوبه مجلس گفته می‌شود. علاوه‌بر این، مصوبه پارلمان ممکن است برای تایید فرایند قانونگذاری ثانویه باشد که می‌تواند توسط پادشاه یا ملکه ایجاد شود و منوط به تصویب، یا عدم مخالفت پارلمان است.
مفهوم ملکه به‌عنوان بخشی از پارلمان، مربوط به ایده همجوشی قدرت‌ها است؛ به این معنی که شاخه اجرایی و شاخه قانون‌گذاری دولت به‌هم پیوند (جوش) خورده‌اند. این مفهوم، یک مفهوم کلیدی از نظام حکومت وستمینیستر است که در انگلستان توسعه یافته و در کشورهای همسود و برخی کشورهای دیگر از آن استفاده می‌شود. این مفهوم با ایده تفکیک قوا تناقض دارد. مشخصاً، استفاده از لغات «تاج»، «پادشاه» و یا «ملکه» در پارلمان‌های قلمروهای همسود، به نوعی از تئوری قانون اساسی اشاره دارد که می‌گوید اقتدار یا حاکمیت نهایی، در دست پادشاه است، ولی به مقامات منتخب یا منصوب واگذار می‌شود. در کشورهای فدرال قلمروهای همسود، مفهوم «تاج در قوه مقننه» تنها در مواردی کاربرد دارد که بخش‌های جدا از سلطنت به‌حساب می‌آیند و در حوزه خود، حق فرمانروایی دارند؛ مانند ایالت‌های استرالیا یا استان‌های کانادا. در سطح پارلمان ایالت‌ها و استان‌های قلمروهای استرالیا و کانادا که پادشاهی نیستند - یعنی قدرت عالی یا مطلق ندارند - هیچ معادلی برای این مفهوم قانون اساسی وجود ندارد. لازم به‌ذکر است که قوه قانون‌گذاری قلمروها، قدرت خود را به‌طور مستقیم از پادشاه دریافت نمی‌کنند و به‌جای آن، اختیارات توسط پارلمان فدرال به آن‎ها واگذار شده است. به‌همین ترتیب در شوراهای شهر و دیگر دولت‌های محلی در کشورهای همسود هم از ایده «تاج در پارلمان» استفاده نمی‌شود، چرا که قدرت دولت‌های محلی، از یک منشور یا مصوبه به‌دست می‌آید که می‌تواند به‌طور یک‌جانبه، توسط یک سطح بالاتر از دولت اصلاح شود و تغییر یابد.
به دلیل جایگاه پادشاه در تصویب قوانین، در مصوبه‌های پارلمان ممکن است نام پادشاه به‌همراه نام یک یا دو قسمت دیگر از پارلمان ذکر شود. برای مثال، مصوبه‌های مجلس بریتانیا با این عبارت شروع می‌شود: «توسط عالی‌ترین علیاحضرت، ملکه، و با مشاوره و رضایت اربابان معنوی و دنیوی و عوام در این مجلس که گرد آمده و با قدرت همین مقامات به شرح زیر تصویب شد...» این عبارت، زمانی که این لایحه‌های تحت مفاد مصوبه پارلمان ۱۹۱۱ و ۱۹۴۹ تصویب شود متفاوت است و شامل موافقت مجلس اعیان نمی‌شود. به‌طور مشابه، مصوبه‌های پارلمان کانادا معمولاً شامل این بند مصوب است: «بنابراین، علیاحضرت با مشاوره و موافقت سنا و مجلس عوام به شرح زیر تصویب می‌کند که...»
در استرالیا و تووالو، از آنجایی که ملکه بخشی از پارلمان می‌باشد، نیازی به‌اشاره به‌نام ملکه در مصوبه نیست. در این دو کشور، ماده مصوب ساده است. در استرالیا از عبارت «پارلمان استرالیا تصویب می‌کند که...» و در تووالو از عبارت «مصوب پارلمان تووالو...» استفاده می‌شود. این موضوع را می‌توان به‌عنوان تفاوتی دانست که نشان می‌دهد که آیا پارلمان قانونگذار اصلی است یا ملکه. به‌همین ترتیب، استان کبک کانادا از ماده مصوب سبک وستمینیستر استفاده نمی‌کند. قوانین مصوب استانی در کبک از این عبارت استفاده می‌کنند: «پارلمان کبک به‌این ترتیب تصویب می‌کند که...»
پارلمان اسکاتلند نیز از رویکرد متفاوتی استفاده می‌کند: با اینکه مصوبه‌ها به موافقت سلطنتی احتیاج دارد، اختیارات پارلمان اسکاتلند از طرف پارلمان بریتانیا واگذار شده است و هیچ مفهوم معادل مستقیمی مانند «ملکه در پارلمان اسکاتلند» وجود ندارد. به‌جای عبارت ماده مصوب که در مصوبه‌های بریتانیا دیده می‌شود، در مصوبه‌های پارلمان اسکاتلند، این عبارت بالای عنوان بلند مصوبه قرار می‌گیرد: «لایحه این مصوبه پارلمان اسکاتلند، در تاریخ ... توسط پارلمان تصویب گردید و در تاریخ ... با آن موافقت سلطنتی شد.» 